# Günter Kresze
Günter Kresze (* 1921; † 1987) war ein deutscher Professor für Theoretische und Organische Chemie. 

## Leben
Im Jahre 1940 begann Kresze nach dem Abitur sein Chemiestudium an der TU Berlin. Von 1941 bis 1945 diente er in der Wehrmacht und konnte erst 1946 sein Studium fortsetzen.
1951 promovierte er an der TU Berlin bei Friedrich Nerdel, einem Schüler von Walter Hückel,  und habilitierte sich dort 1955 mit einer Arbeit zum Thema „Zur Kenntnis des Mechanismus aldolartiger Kondensationen“.
1957 wurde er "Diätendozent" (Privatdozent) an der TU Berlin, unter anderem betreute er in dieser Zeit die Dissertation von Bernhard Schrader. 
Im Jahre 1961 wurde Kresze an die Technische Universität München auf eine außerordentliche Professur berufen, 1964 erhielt er eine ordentliche Professur und den Lehrstuhl II für Organische Chemie.
Zu seinem Arbeitsgebiet zählten Organoschwefelverbindungen, Hetero-Diels-Alder-Reaktionen, und die optische Aktivität von chiralen Allenen.

## Auszeichnungen
- 1977 erhielt Kresze die Gmelin-Beilstein-Denkmünze von der Gesellschaft Deutscher Chemiker  verliehen, u. a. für seine bahnbrechenden Dokumentationsarbeiten mit Heinrich Kaiser bei der Erstellung der "Dokumentenkartei zur Molekülspektroskopie" 1958.